# Handelshochschule Otaru

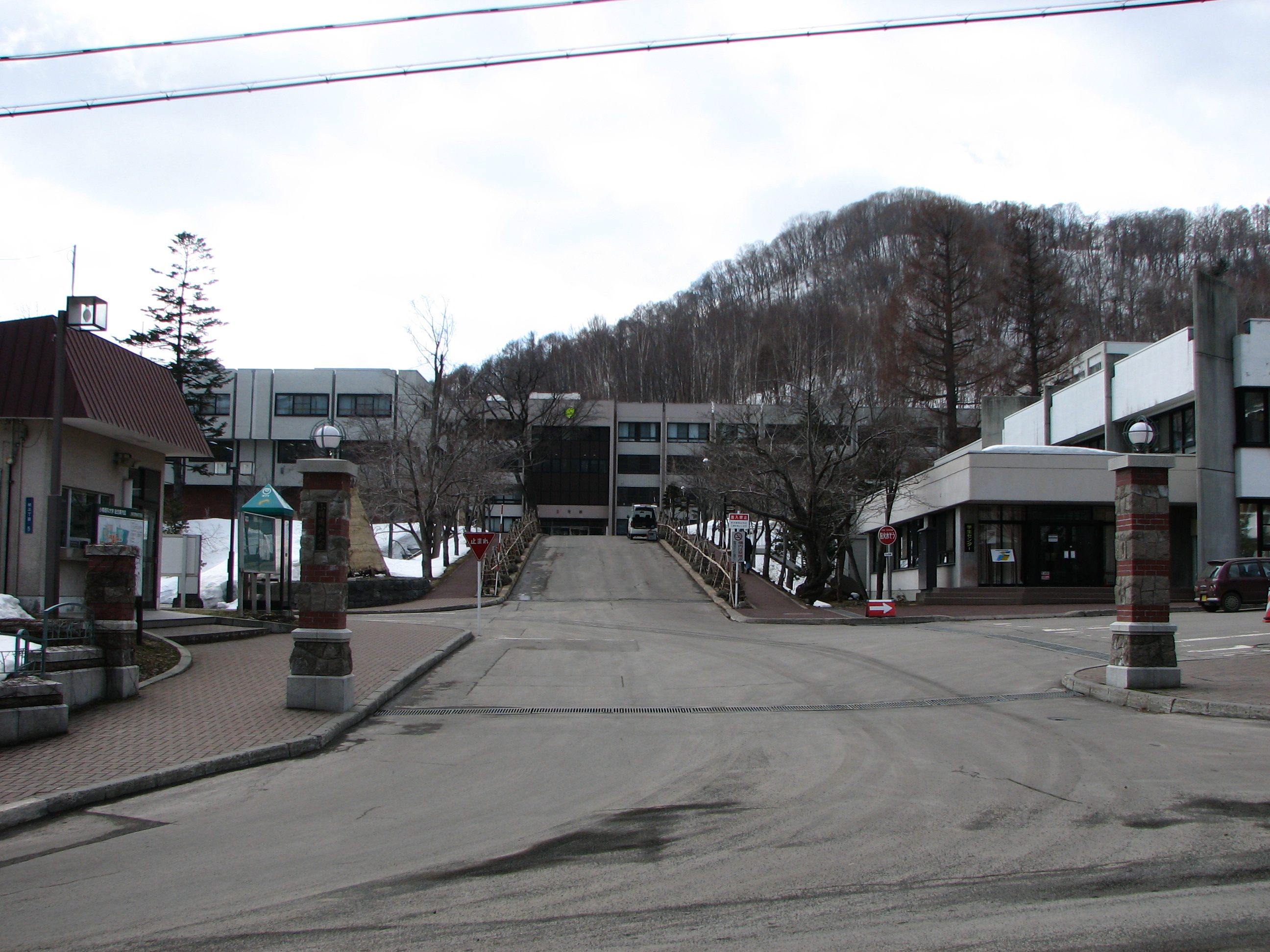
Haupttor (2007)

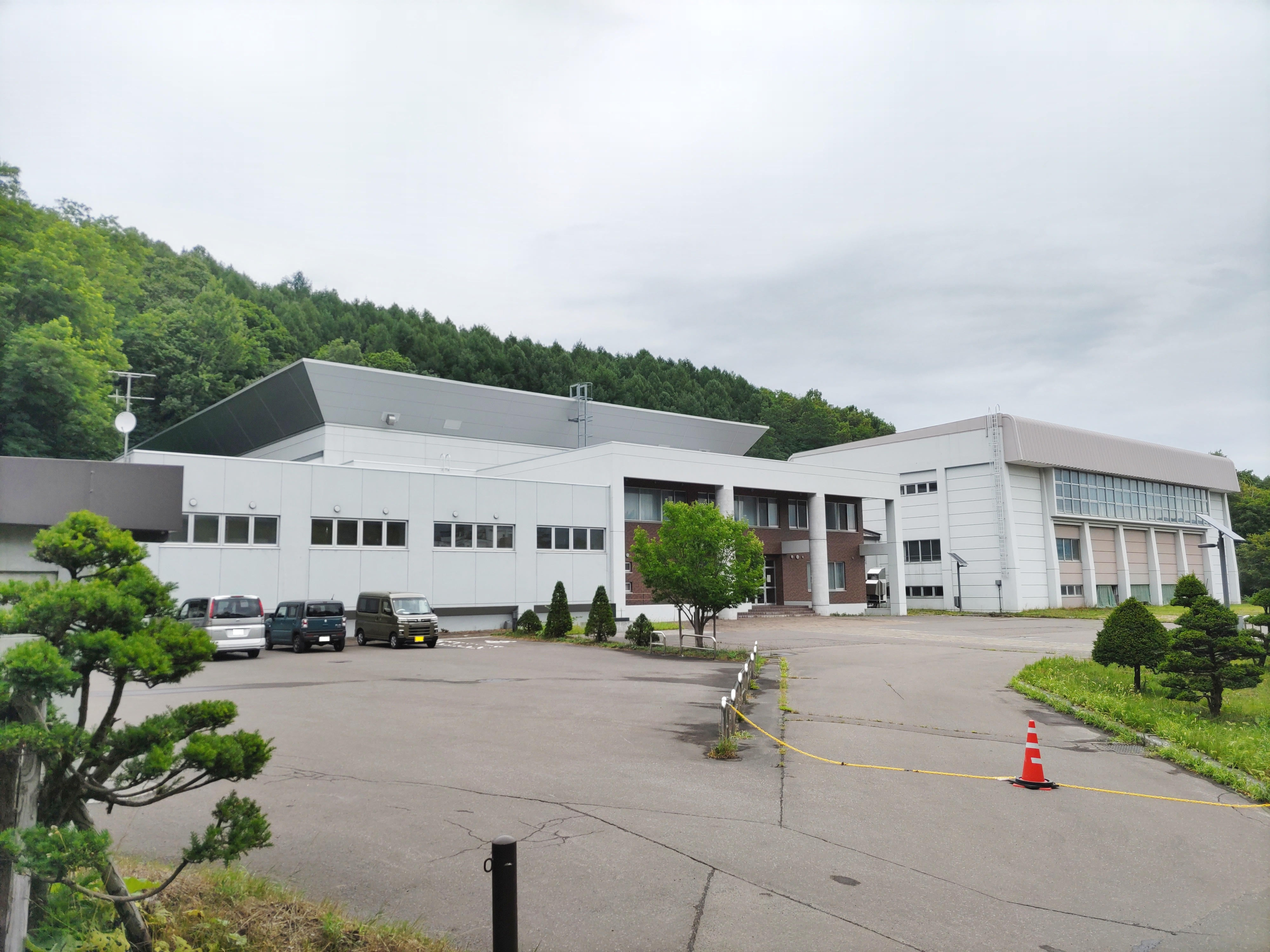
Turnhallen (2025)

Die Handelshochschule Otaru (jap. 小樽商科大学, Otaru shōka daigaku, engl. Otaru University of Commerce, kurz: OUC) ist eine staatliche Hochschule in Japan. Der Hauptcampus liegt in Otaru, Hokkaidō.

## Geschichte
Die Hochschule wurde 1910 als Höhere Handelsschule Otaru (小樽高等商業学校, Otaru kōtō shōgyō gakkō) gegründet, die fünfte staatliche höhere Handelsschule (oder Handelsfachhochschule, jap. kōtō shōgyō gakkō) in Japan nach Tokio (1887), Kōbe (1902), Yamaguchi (Febr. 1905) und Nagasaki (März 1905). Vor dem Pazifikkrieg gab es keine Geistes- oder Sozialwissenschaftliche Hochschule in Hokkaidō, also diente die Höhere Handelsschule als einzige höhere Lehranstalt in den Studienbereichen. 1944 wurde sie in Wirtschaftsfachschule Otaru (小樽経済専門学校, Otaru keizai semmon gakkō) umbenannt.
1949 entwickelte sie sich zur Handelshochschule Otaru. 1971 gründete sie die Graduate School (Masterstudiengänge; Promotion seit 2007). 1997 setzte sie in Sapporo einen Satellitencampus von der Graduate School für die Geschäftsleute.

## Fakultäten
- Fakultät für Handelswissenschaften
  - Abteilung für Volkswirtschaftslehre
  - Abteilung für Handelswissenschaft
  - Abteilung für Rechtswissenschaft (jap. 企業法学科, engl. Department of Law)
  - Abteilung für Sozialinformatik

## Absolventen
- Takiji Kobayashi (1903–1933) – Schriftsteller

## Dozenten
- Louis Hugo Frank (1886–1973) – deutscher Physikalischer Chemiker
- Josef Friedrich Degen (1890–1954) – Schweizer Lektor für europäische Sprachen